# Artinskien
Stratigraphie
Sakmarien
L’Artinskien est un étage du Permien, système géologique de l'ère paléozoïque. C'est l'avant-dernière des quatre subdivisions de l'époque du Cisuralien. L'Artinskien s'étend de 290,1 ± 0,26 à millions d'années (Ma). Il est précédé par le Sakmarien et suivi par le Kungurien,.

## Stratigraphie
| Période     | Époque        | Étage         | Âge (Ma)       |
| ----------- | ------------- | ------------- | -------------- |
| Trias       | inférieur     | Induen        | plus récent    |
| Permien     | Lopingien     | Changhsingien | 251,902–254,14 |
| Permien     | Lopingien     | Wuchiapingien | 254,14–259,51  |
| Permien     | Guadalupien   | Capitanien    | 259,51–264,28  |
| Permien     | Guadalupien   | Wordien       | 264,28–266,9   |
| Permien     | Guadalupien   | Roadien       | 266,9–273,01   |
| Permien     | Cisuralien    | Koungourien   | 273,01–        |
| Permien     | Cisuralien    | Artinskien    | –290,1         |
| Permien     | Cisuralien    | Sakmarien     | 290,1–293,52   |
| Permien     | Cisuralien    | Assélien      | 293,52–298,9   |
| Carbonifère | Pennsylvanien | Gzhélien      | plus ancien    |

L'Artinskien doit son nom à la ville russe de Arti (anciennement Artinsk) située dans le sud de l'Oural à environ 200 km au sud-ouest d'Iekaterinbourg. L'étage a été introduit dans la littérature scientifique par le géologue russe Alexandre Karpinsky en 1874.

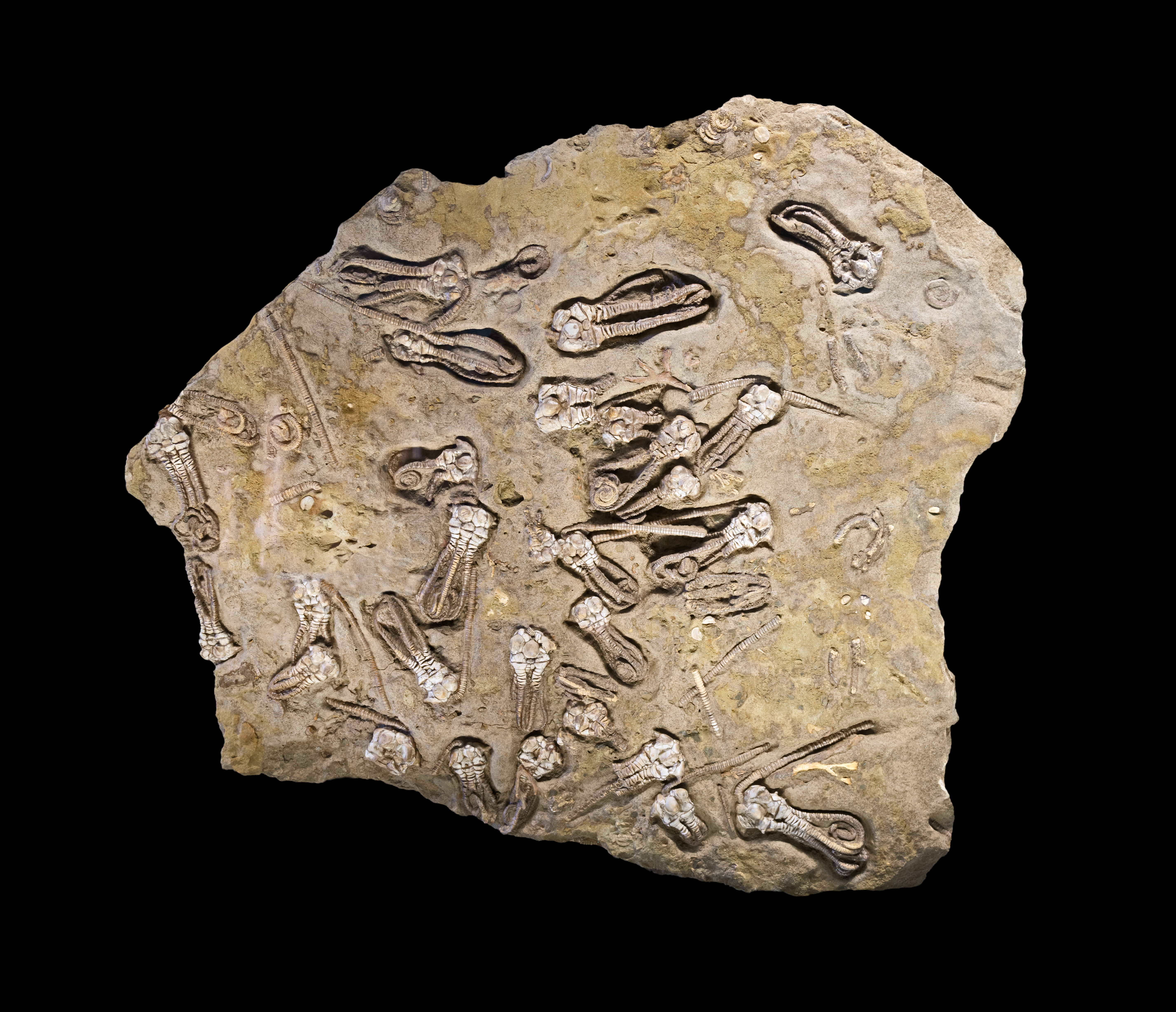
Jimbacrinus bostocki, espèce de crinoïdes de l'Artinskien d'Australie MHNT

Le début de l'étage est défini comme le lieu de l'apparition stratigraphique de fossiles des espèces de conodontes Sweetognathus whitei et Mesogondolella bissell. En 2012, il n'y avait pas encore d'accord sur le point stratotypique mondial (PSM) de l'Artinskien. La section candidate pour la base de l'Artinskien est située à Dal'ny Tukas dans le sud de l'Oural. La fin de l'Artinskien (et le début du Kungurien) est défini comme le lieu de l'apparition stratigraphique de fossiles des espèces de conodontes Neostreptognathodus pnevi et Neostreptognathodus exculptus.